# Zorofora
Zorofora (em armênio: Ձորափոր; romaniz.: Zorop'or), ou Zoraguete na Idade Média, segundo a Geografia de Ananias de Siracena (século VII), foi um gavar (cantão) da província de Gogarena, na Armênia.

## História

Armênia em 150. Gogarena situa-se ao norte

Zorofora se localizava no vale do rio Aguestafa, mas Eremyan o situou no vale do Corajori, que identificou com o Debede no município de Alaverdi. Tinha 475 quilômetros quadrados. Nele se localizava o castelo de Hunaracerta, situado na fronteira étnica da Albânia no oeste. Talvez abrigasse o castelo de Cuzaxini, associado com o Castelo de Gardamana. Entre 300-200 a.C., pertencia à Armênia orôntida ou estava entre a Armênia e Ibéria farnabázida. Após 200 a.C., os artaxíadas armênios colocam-na na Marca Mósquia. Em algum ponto antes de 339, tornou-se um Estado principesco.
Cyril Toumanoff considerou que possivelmente podia arregimentar 100 cavaleiros para o exército real. Segundo uma tradição preservada por Moisés de Corene, os príncipes de Zorofora descendiam de Guxar, um nobre descendente de Haico. Fausto, o Bizantino registra um dos membros da família principesca local: Gorute. Em 363, Zorofora rompe seus laços com a Armênia e torna-se um domínio da Albânia; Hewsen considera que torna-se parte da região da Baixa Ibéria, no Ducado de Gardabani.  No século VII, talvez fazia parte de Gardamana e em 628/680 aparece reincorporada em Gogarena. No século VIII, fazia parte de Gardamana, sob a qual permaneceu até o século X.